# Marco Tasca
Marco Tasca OFMConv (Sant'Angelo di Piove di Sacco, 9 juni 1957) is een Italiaanse aartsbisschop, psycholoog en theoloog. Sinds 11 juli 2020 is hij aartsbisschop van het Rooms-Katholieke aartsbisdom Genua en metropoliet van de kerkprovincie Ligurië. Van 2007 tot 2019 was hij minister-generaal van de conventuele minoriten (Latijn: Ordo Fratrum Minorum Conventualium), een franciscaner orde in de Rooms-Katholieke Kerk.

## Levensloop
Marco Tasca is op 9 juni 1957 geboren in Sant'Angelo di Piove di Sacco, provincie Padua.

### Opleiding
Op 29 september 1968 begon hij zijn opleiding in de seminaries van de conventuele minorieten in Camposampiero, Pedavena en Brescia, waar hij het basisonderwijs afmaakte en het lyceumdiploma (Italiaans: maturita classica) behaalde.
Op 17 september 1977, aan het einde van het jaar van noviciaat, legde hij zijn eerste geloften af in de Basiliek van Sint-Antonius in Padua. Op 28 november 1981 legde hij in Padua zijn eeuwige geloften uit.
In 1982 behaalde hij het canonieke baccalaureaat in theologie aan het “Sant'Antonio Dottore” Theologisch Instituut te Padua. Vervolgens kreeg hij in Rome, aan de Pauselijke Salesiaanse Universiteit, het licentiaat in psychologie in 1986 en het en licentiaat in pastoraaltheologie in 1988.

### Priesterschap
Op 19 maart 1983 werd hij in de Sint-Michaël Aartsengelkerk in Sant'Angelo di Piove di Sacco tot priester gewijd door Filippo Franceschi, bisschop van Padua.
Van 1983 tot 1988 bekleedde hij de functie van parochievicaris in de Jozef van Cupertinokerk in Rome.
Tussen 1988 en 1994, was hij rector van kleinseminarie in het Sint-Franciscusklooster te Brescia. In 1994 werd hij rector van het post-noviciaat in Padua tot 2001. Toen was hij ook hoogleraar psychologie en catechetiek.
In 2001 was hij verkozen tot rector (padre guardiano) van het minoriet klooster van Camposampiero en, in 2005, tot provinciale minister van de Provincia Italiana Sant'Antonio di Padova van de conventuele minorieten.

### Minister-generaal van de conventuele minorieten
In mei 2007 werd hij verkozen tot minister-generaal van de conventuele minorieten, de 119e opvolger van Sint Franciscus. In januari 2013, werd hij herkozen voor een nieuwe termijn van zes jaar. Meerdere malen was hij voorzitter van de Conferentie van Franciscaanse ministers-generaal en, als vertegenwoordiger van de religieuzen, nam hij driemaal deel aan de bisschoppensynode.
Zijn mandaat als minister-generaal eindigde op 25 mei 2019 met de verkiezing van Carlos Alberto Trovarelli.

### Aartsbisschop van Genua
Op 8 mei 2020 benoemde Paus Franciscus hem tot aartsbisschop van Genua, als opvolger van kardinaal Angelo Bagnasco. Op 11 juli 2020 ontving hij de bisschoppelijke wijding door kardinaal Angelo Bagnasco op Piazza della Vittoria te Genua. De viering moest in het openbare ruimte plaatsvinden vanwege de coronapandemie. 
Tegelijkertijd begon hij zijn ambt als metropoliet van de kerkprovincie Ligurië; mitsdien, tijdens dezelfde viering, ontving hij het pallium gezegend door de paus.
Zijn wapenspreuk luidt: Ostende nobis patrem (Nederlands: “Laat ons de Vader zien”).